# انتفاضة كريسنا ورازلوغ
كانت انتفاضة كريسنا ورازلوغ، التي أطلق عليها المتمردون اسم الانتفاضة المقدونية، تمردًا بلغاريًا على الحكم العثماني، سادت بمعظمها في مناطق مقدونيا البلغارية الحالية في أواخر عام 1878 وأوائل عام 1879. اندلعت في أعقاب الاحتجاجات والمعارضة التلقائية لقرارات مؤتمر برلين، التي أعادت الأجزاء المقدونية المأهولة بالبلغاريين إلى السيطرة العثمانية بدل نقلهم إلى الدولة الولائية البلغارية التي أُعيد تأسيسها حديثًا بموجب معاهدة سان ستيفانو. جهزت لها هيئة الوحدة. دُعم التمرد من قِبل مفارزٍ تسللت إلى المنطقة من إمارة بلغاريا. نتيجة الخلاف داخل قيادتها، فقدت الانتفاضة وبالها الأول الناجح فسحقها الجيش العثماني.
يُحتفل بالانتفاضة اليوم في كل من بلغاريا ومقدونيا الشمالية باعتبارها جزء من كفاح دولتيهما ضد الحكم العثماني، وبالتالي فهي لا تزال قضية خلافية. في بلغاريا، تُعتبر تمردًا أعده جزء من البلغار في الإمبراطورية العثمانية وهيئة الوحدة في بلغاريا ذاتها. كان هدفها العام توحيد بلغاريا ومقدونيا العثمانية. ومع ذلك، في مقدونيا الشمالية، افتُرض نشوب التمرد من قِبل شعبين مختلفين لهما أهداف متباينة. لذلك، من الناحية العملية، كان المقدونيون يكافحون من أجل الاستقلال، في حين كان البلغار يحاولون استخدام التمرد لتحقيق أفكارهم الشوفينية البلغارية الكبرى. أعاد التمثيل المقدوني للتاريخ في فترة ما بعد الحرب العالمية الثانية تقييم الانتفاضة باعتبارها ثورة مزعومة مناهضة للبلغارية. ولو أنه كان للهوية المقدونية حينها جذور وسط مجموعة صغيرة فقط، فقد اعتقد المقدونيون الذين يملكون شعورًا اثنيًا واضحًا أنهم بلغاريون.

## تمهيد للانتفاضة
توافقت الجماعات الثورية في بلغاريا في آن واحد مع فكرة التحريض على انتفاضة في مقدونيا. في 29 أغسطس 1878، عُقد اجتماع لممثلي الثوار البلغار في مدينة فيليكو تارنوفو من أجل تنفيذ الخطة. أسفر هذا الاجتماع عن إنشاء هيئة سُميت إيدنستفو (الوحدة). كان ليوبين كارافيلوف وستيفان ستامبولوف وهريستو إيفانوف، خلف هذه المبادرة. كانت مهمة هذه الهيئة إنشاء هيئات مماثلة في جميع أنحاء بلغاريا، للإبقاء على اتصال كامل معهم، والعمل من أجل الغاية ذاتها: «وحدة جميع البلغار» وتحسين وضعهم السياسي الحالي.

بعد فترة وجيزة من تشكيل إيدنستفو في تارنوفو، اتُخذت خطوات لنشرها في جميع مدن بلغاريا والروملي الشرقية وروسيا ورومانيا أيضًا. أُرسل أيضًا أشخاص إلى مقدونيا لاستكشاف الوضع هناك بصفة شخصية. أُرسل آخرون للقاء نثانايل، أسقف أوهريد. كان من المقرر إخباره بهدف إيدنستفو ومهمتها. في غضون ذلك، كان نثانايل وسط استعدادات للأنشطة المسلحة في مقدونيا. شق طريقه إلى كيوستينديل للقاء زعيم الهايدوك المعروف، إيليو فويفودا ومتمرديه. في هذا الاجتماع، تقرر تولي نثانايل قيادة فرق الهايدوك. في الوقت نفسه، تمكن نثانايل من إنشاء مقرٍ للإدنستفو في كيوستينديل وثانٍ في دوبنيتسا وآخرٍ في غورنا دزومايا. كانت الأهداف الفعلية لقادة انتفاضة كريسنا رازلوغ ومنظميها إلغاء قرارات مؤتمر برلين، وتحرير المناطق المأهولة بالبلغار، والاتحاد مع إمارة بلغاريا الحرة. لهذه الأسباب كتب المطران نثانايل إلى بيتكو فويفدا:
من الضروري جدًا أن تقابل ديميتر بوب غيورغيف بيروفسكي، الموجود في غورنا دزومايا، وهو زعيم المدافعين عن الشعب في هذه المناطق الحدودية، من أجل مناقشة أمر بالغ الأهمية يصب في مصلحة جميع البلغار، الذين تركهم مؤتمر برلين مرة أخرى تحت الحكم الاستبدادي التركي.
في سبتمبر 1878، استضاف دير ريلا اجتماعًا هامًا حضره المطران نثانايل وديميتر بوب غيورغيف بيروفسكي وإيليو فويفدا وميخائيل سارافوف والفويفود ستويان كاراستويلوف وغيرهم من الشخصيات رفيعة المستوى. أسفر المؤتمر عن تشكيل مجموعة تمرد منظمة برئاسة بيروفسكي. ساعدت هيئة إيدنستفو («الوحدة») في صوفيا حركات التمرد بمفرزتين، واحدة بقيادة الروسي آدم كالميكوف والأخرى بقيادة البولندي لويس فويتكيويتش. كان هدف «هيئات إيدنستفو» «...مناقشة الطريقة الواجبة لمساعدة إخواننا في تراقيا ومقدونيا، اللتان ستنفصلان منذ اليوم عن بلغاريا الدانوبية بموجب قرارات مؤتمر برلين...». اقترح ستيفان ستامبولوف ونيكولا أوبريتنوف تعيين «نصراء» مهمتهم تنظيم الانتفاضة بين الجماهير، لكن تقرر تحريض الثورة في المناطق الأقرب لإمارة بلغاريا فقط، سعيًا لفصلهم عن الإمبراطورية العثمانية وضمهم إلى بلغاريا.

## الانتفاضة
باكرًا منذ فجر يوم 5 أكتوبر 1878، هاجم 400 متمرد وحدة الجيش التركي المتمركزة في عدة نُزل في كريسنا وبعد معركة دامت 18 ساعة نجحوا في سحق مقاومتها. كان هذا الهجوم وهذا النجاح الأول بمثابة البداية لانتفاضة كريسنا رازلوغ. في المعارك التي أعقبت ذلك، نجح المتمردون في تحرير 43 بلدة وقرية والوصول إلى بيليتسا وغراديشنيتسا جنوبًا. في الجنوب الغربي، بسطوا سيطرتهم على منطقة كارشيجاك بأكملها تقريبًا، في حين تمركز المتمردون في الجنوب الشرقي على طول ممر بريدلا الجبلي، عبر بلدة رازلوغ. بالإضافة إلى العمليات العسكرية المباشرة للمتمردين، كانت هناك مفارز منفصلة تعمل في الجنوب وإلى الغرب في مقدونيا. كان هناك أيضًا أعمال شغب، وأُرسلت وفود إلى مقر الانتفاضة مع طلبات بتوفير الأسلحة وتقديم المساعدة. كان مقر الانتفاضة، الذي نُظم في مجرى العمليات العسكرية، برئاسة ديميتر بوب غيورغيف. أُنشأت أيضًا مجالس الحكماء، وكذلك أجهزة شرطة محلية للحكومة الثورية التي كُلفت بوظائف إدارية معينة في الأراضي المحررة.
لعبت هيئة إيدنستفو في بلدة غورنا دزومايا دورًا هامًا في تنظيم الانتفاضة وإمدادها وتقديم المساعدة لها. ترأس الهيئة كوستانتين بوسيلكوف، المولود في بلدة كوبريفشتيتسا والذي عمل لسنوات عديدة مدرسًا في منطقة مقدونيا. ومع ذلك، فقد تجلى الهدف الرئيسي للكفاح المسلح بوضوح أكبر في رسالة متمردي ميلنيك في 11 ديسمبر 1878، التي أرسلوها إلى قائد شرطة بيتريتش: «... حملنا السلاح ولن نتركه حتى نتحد مع الإمارة البلغارية...». ارتسم هذا الهدف أيضًا في النداء الذي أطلقه المتمردون في 10 نوفمبر 1878، وجاء في نصه: «... وهكذا، أيها الأخوة، لقد حان الوقت لإثبات ماهيتنا، وأننا شعب يستحق الحرية، وأن دماء كروم وسيميون لا زالت تجري في عروقنا؛ وقد حان الوقت لنثبت لأوروبا أن إرادة الشعب بالتخلص من الظلام ليست بالمهمة السهلة». أثناء العمليات العسكرية في منطقة كريسنا، اندلعت انتفاضة في 8 نوفمبر 1878 في وادي بانسكو رازلوغ. لعبت مفرزة المتطوعين من مويسيا، بقيادة بانيو مارينوف، وهو ثائر ومتطوع من الحرب الروسية التركية (1877 – 1878)، دورًا هامًا في تلك الانتفاضة. سرعان ما انضم إليها أعداد كبيرة من المتمردين المحليين، وبعد مناوشات شرسة، نجحت في تحرير بلدة بانسكو. أدت النكسات التي حدثت في خريف عام 1878 إلى تنظيمٍ جديد للهيئة القيادية للانتفاضة واعتماد تكتيكات جديدة. توجهت الجهود حينها نحو إنشاء لجنة مركزية تتولى قيادة الانتفاضة، وتُنظم تمردًا في المناطق الداخلية من مقدونيا في ربيع عام 1879. لم تستطع المفرزة التي عبرت إلى مقدونيا في مايو 1879 أداء مهمتها بسبب الافتقار إلى التنظيم التمهيدي. شكلت هذه الأحداث نهاية انتفاضة كريسنا رازلوغ.